# Mesochorus gemellus
Mesochorus gemellus là một loài tò vò trong họ Ichneumonidae.